# Palazzo Prelatizio (Acquaviva delle Fonti)
Il Palazzo Prelatizio, comunemente chiamato Palazzo Vescovile, è un edificio religioso di Acquaviva delle Fonti, nella città metropolitana di Bari. È sito in piazza dei Martiri 1799, a fianco alla concattedrale di Sant'Eustachio.

## Storia
Il palazzo fu voluto dal monsignor Giovanni Domenico Giuseppe Falconi, prelato ordinario nullius di Altamura e Acquaviva, il quale non era contento delle piccole abitazioni messe a disposizione dai prelati come il Palazzo Vitali, il quale crollò parzialmente nel 1859. 
Lo stile doveva riprendere quello della Reggia di Caserta, dunque la sua progettazione fu affidata all'architetto Luigi Castellucci, appartenente alla scuola di Luigi Vanvitelli, architetto della Reggia.
Inizialmente il palazzo sarebbe dovuto sorgere dove attualmente è presente il teatro comunale Luciani. Tuttavia, il giorno antecedente alla posa della prima pietra vi fu una frana e morì un operaio. Tale evento fu creduto come un cattivo presagio, dunque il vescovo scelse di cambiare collocazione. 
Il palazzo è stato abitato dai prelati nullius di Altamura e Acquaviva delle Fonti sino al 1986, periodo in cui fu fondata la diocesi di Altamura-Gravina-Acquaviva delle Fonti. Da allora, per mancanza di fondi, molti progetti di restauro furono abbandonati e il palazzo non fu utilizzato dai vescovi successivi.
Solo il 9 settembre 2013 è iniziato un restauro conservativo, grazie anche a un finanziamento europeo. Il palazzo riapre alle attività il 20 settembre 2015.

## Descrizione
L’edificio è stato costruito a ridosso della concattedrale di Sant'Eustachio con la quale è collegato tramite due porte (nel lato sud). Con la sua costruzione sono state chiuse le entrate laterali della cattedrale.

### Esterno
Il prospetto principale è diviso in due piani da un cornicione. Le strisce orizzontali formatesi sono scandite da lesene sormontate da capitelli dorici della parte inferiore e ionici in quella superiore. Nel registro superiore sono presenti cinque portefinestre timpanate aventi ciascuna un balcone. Il balcone centrale è più largo e caratterizzato da una ringhiera dettagliatamente più fitta e si appoggia, oltre che sulle mensole di sostegno, sulle colonne fiancheggianti il portale. La portafinestra centrale è inclusa in due lesene binate che corrispondono alla coppia lesena-colonna ai lati del portale nel registro inferiore. Nel registro inferiore, in corrispondenza delle portefinestre, sono presenti quattro finestre e l'ingresso (al centro). 
La facciata, nella parte centrale, si conclude con un timpano di derivazione classica. 

### Interno
Al suo interno sono custoditi l’archivio e la biblioteca in cui si conservano i codici liturgici e le opere di Andrea Festa, Giacomo Festa, Ottavio Festa, Giovanni Fasano, Paolo Marzi e Bernardo Mengozzi.
Il palazzo si sviluppa su due piani. Il primo piano viene utilizzato come sagrestia, ufficio del parroco e per attività ricreative, mentre il secondo, accessibile tramite una scala interna, era adibito ad abitazione del prelato nei giorni in cui risiedeva in città, mentre attualmente è in disuso.
L’area complessiva è di circa 624 m², di cui 487 interni e 140 divisi tra cortile (83 m²) e androne (57 m²). Quest'ultimo è coperto da una volte a botte.
Alcune stanze possiedono un pavimento in marmo, altre in cotto.